# Kazuto Ishidō
Kazuto Ishidō (japanisch 石堂 和人 Ishidō Kazuto; * 1. April 1982 in Kuki) ist ein ehemaliger japanischer Fußballspieler.

## Karriere
Ishidō erlernte das Fußballspielen in der Schulmannschaft der Sano Nihon University High School und der Universitätsmannschaft der Teikyō-Universität. Seinen ersten Vertrag unterschrieb er 2005 bei Nagano Elza. Im Mai 2006 wechselte er zum Matsumoto Yamaga FC. 2007 wechselte er zu FC Machida Zelvia. Am Ende der Saison 2008 stieg der Verein in die Japan Football League auf. 2011 wechselte er zu Fukushima United FC. Am Ende der Saison 2012 stieg der Verein in die Japan Football League auf. Am Ende der Saison 2013 stieg der Verein in die J3 League auf. Ende 2018 beendete er seine Karriere als Fußballspieler.